# تئاتر شهر

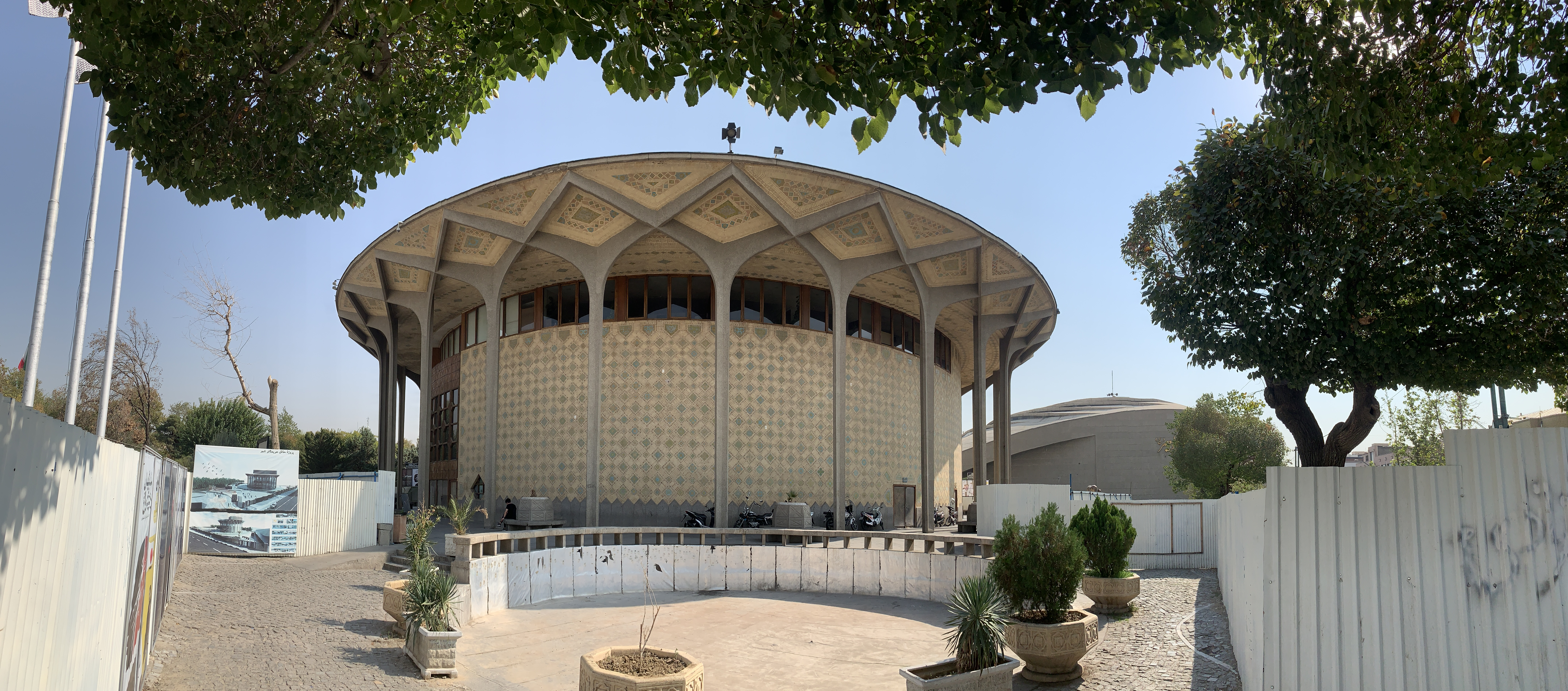
از نگاه بافت ظاهری،سازه شبیه برج طغرل در شهر ری میباشد. دیوار بیرونی، ترکیب انتزاعی و زیبای کاشیکاری فیروزه ‌ای و سبز، و در عین حال آجر به شکل برجسته یادآور نشانه‌های معماری دوره ایلخانان است. فضاهای داخلی بنا با پیچ و خم‌های هندسی شاید بر کاربرد دایره و رازآلود بودن آن در تاریخچه فرهنگ و هنر معماری تمدن باستانی ایرانی تاکید میکند که در پلان دایره ‌ای آن بارزترین نمود را دارد.

تئاتر شهر بزرگ‌ترین مجموعه نمایش تئاتر ایران است که شامل پنج سالن نمایش می‌شود. تئاتر شهر در دوران پادشاهی محمدرضا پهلوی، آخرین شاه ایران و به ابتکار فرح پهلوی در شهر تهران ساخته شد.
مجموعه تئاتر شهر در سال ۱۳۴۶ توسط علی سردارافخمی یکی از شاگردان هوشنگ سیحون طراحی شد و ساخت آن پنج سال به طول انجامید.
این مجموعه در روز شنبه هفتم بهمن ۱۳۵۱ با روی صحنه رفتن نمایش باغ آلبالو نوشته آنتون چخوف و به کارگردانی آربی اوانسیان و با بازی داریوش فرهنگ، سوسن تسلیمی، مهدی هاشمی، فریده سپاه منصور، فهیمه راستکار و پرویز پورحسینی به عنوان مدرن‌ترین سالن تئاتر تهران افتتاح شد.
در آغاز تئاتر شهر و اجرای تئاترها زیر سرپرستی سازمان جشن هنر شیراز بود ولی پس از چندی به سازمان رادیو و تلویزیون ملی ایران واگذار شد.
این مجموعه از معماری زیبایی برخوردار است و جزء میراث فرهنگی کشور محسوب می‌شود. مجموعه تئاتر شهر در چهارراه پهلوی (تقاطع خیابان انقلاب و خیابان ولی‌عصر) در مجاورت پارک دانشجو در تهران قرار گرفته‌است و محوطه سنگ‌فرشی وسیع و زیبایی دارد.

## ساختمان
بنای زیبای تئاتر شهر به شکل دایره و براساس طرحی از علی سردارافخمی یکی از شاگردان هوشنگ سیحون با الهام از برج طغرل و در ساختمان آن، ترکیبی جالب از کاشی و آجر به کار رفته‌است. ترکیب کاشی به شکل انتزاعی و استفاده از آجر برجسته که برگرفته از دوره‌های مختلف تاریخی به ویژه معماری ایلخانیان و ستون‌های قرینه‌ای تخت جمشید، ساخته شده‌است. ساختمانی مدور و خیمه گونه که معماری تماشاخانه‌های ایرانی را در ذهن تداعی می‌کند. شاید ویژگی مهم دیگر تئاتر شهر در پلان دایره‌ای شکل آن باشد. این پلان ترکیبی از معماری یونان باستان و روم باستان و بناهای مربوط به نمایش نظیر پانتئون و کولوسئوم است.
تئاتر شهر تنها سالن نمایش در ایران است که دارای حصار نیست، به طوریکه علاوه بر فضاهای سرپوشیده، محوطه باز اطراف بنا در مجاورت خیابان ولی‌عصر و محوطه پارک دانشجو نیز بخشی از این مجموعه محسوب می‌شوند و نقش به سزایی در جلب مخاطبان به این سالن نمایش را داشته‌است. این ساختمان در محلی که پیش‌تر کافه شهرداری (کافه بلدیه) خوانده می‌شد. در این مکان که عصر پنج شنبه و جمعه‌ها بازی سازان، نمایشگران، سیرک بازان و معرکه گیران جمع می‌شدند تا از هنر نمایی آن‌ها، تهرانی‌ها اوقات فراغت خود را پر کنند و برای لحظاتی از دغدغه‌های روزانه خود به دور باشند، با نظارت مهندسی سردار افخمی در طول پنج سال ساخته شد و در سال ۱۳۵۱ گشایش یافت.
تئاتر شهر پیش از انقلاب اسلامی ابتدا زیر نظر سازمان رادیو و تلویزیون ملی ایران اداره می‌شد و سپس تحت نظارت اداره فرهنگ قرار گرفت و پس از انقلاب اسلامی نیز وزارت فرهنگ و ارشاد اسلامی سرپرستی آن را بر عهده گرفت.
تئاتر شهر همچنین دارای یک کتابخانه تخصصی هنر است که هنرمندان، متخصصان و دانشجویان تئاتر و هنرجویان کارگاه‌های نجاری و خیاطی از آن استفاده می‌کنند.

## معماری

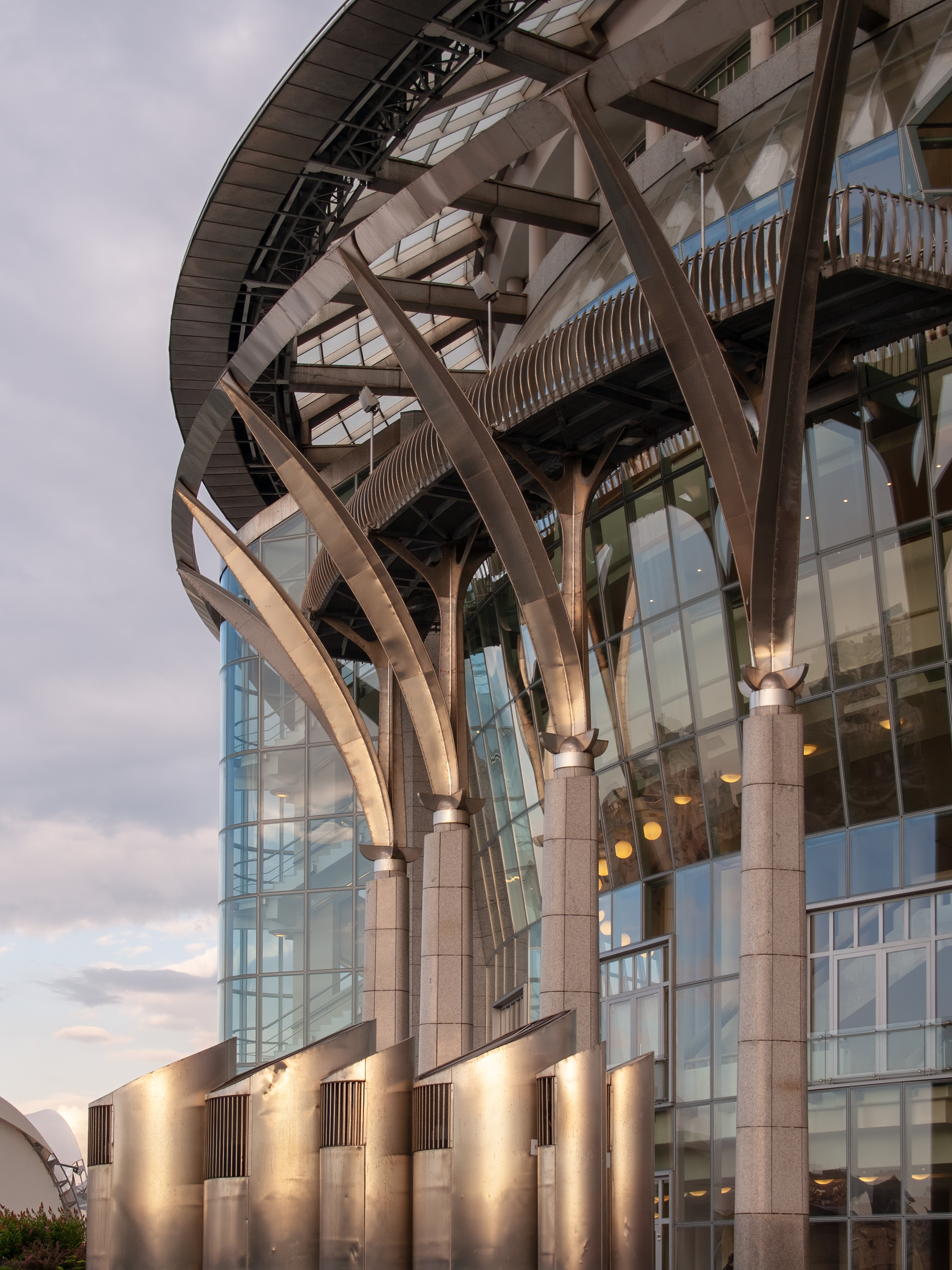
بر باور برخی، سرستون‌های خانه بین‌المللی موسیقی مسکو (en) متأثر از طراحی ساختمان تئاتر شهر است.

مساحت بستر طرح این بنا ۳۰۰۰ مترمربع و مساحت زیر بنای آن ۵۶۰۰ مترمربع است. با توجه به پلان دایره‌ای شکل این بنا، قطر تقریبی بدنه آن ۳۴ متر و ارتفاع تئاتر شهر ۱۵ متر است. معمار این اثر علی اصغر سردار افخمی نام دارد که معماریِ بنای تالار دانشگاه صنعتی اصفهان و خانه ملت را نیز در پرونده دارد. او در ۱۸ آذر ماه سال ۱۳۹۹ درگذشت.
طرح تئاتر شهر شباهت ظاهری خیره‌کننده‌ای به ساختمان «تالار بکمن» در انستیتو تکنولوژی کالیفرنیا دارد.

## سالن‌ها
مجموعه تئاتر شهر که در ابتدا تنها برای اجرا در تالار اصلی ساخته شده بود ولی در حال حاضر با پنج تالار فعالیت می‌کند.
- سالن اصلی (گنجایش ۵۷۹ نفر) دارای تمامی تجهیزات لازم برای یک سالن تئاتر شامل: صحنه‌گردان الکتریکی، آسانسور دکور، سیستم آویزهای بالا رونده برای دکور، دهانه متحرک صحنه، پرده و امکانات سینمایی و دستگاه‌های کنترل‌کننده است. ورودی سالن نمایش نیز دارای دو در با پوشش آکوستیک است تا از ورود صدای سالن انتظار به سالن نمایش جلوگیری کند.
- سالن چهارسو (گنجایش ۱۲۰ الی ۴۰۰ نفر که تغییر حجم دکور و صحنه امکان تغییر گنجایش را می‌دهد)
- سالن قشقایی: این سالن به نام حسین قشقایی از هنرمندان تئاتر نام‌گذاری شده است که در ۶ دی ۱۳۵۷، در جریان مراسم تشییع جنازه کامران نجات‌اللهی در خیابان امیرآباد (کارگر) با شلیک گلوله توسط نیروهای حکومت پهلوی به قتل رسید.[۹]
- مرکز مطالعات قشقایی
- سالن سایه
- پلاتو اجرا
- مجموعه تئاتر شهر دارای دو سالن دیگر به نام‌های تالار کوچک و تالار شماره دو است که طی چند سال اخیر به دلیل نیاز به تعمیر تعطیل شده و تاکنون اقدامی برای بازگشایی‌شان صورت نگرفته‌است.
- کافه تریای سالن اصلی و همچنین کافه تریای سالن چارسو نیز گهگاه میزبان اجرای نمایش‌ها یا محل برگزاری نمایشنامه خوانی بوده‌است.

## تئاتر شهر پس ازانقلابِ ۱۳۵۷
تئاتر شهر بعد از انقلاب ۱۳۵۷ زیر نظر وزارت فرهنگ و ارشاد اسلامی قرار گرفت. مدیریت تئاتر شهر را مدیر کل هنرهای نمایشی که خود با حکم معاون هنری وزیر فرهنگ و ارشاد اسلامی منصوب شده به عنوان مدیر معرفی و حکم او را ابلاغ می‌کند.

## نگارخانه

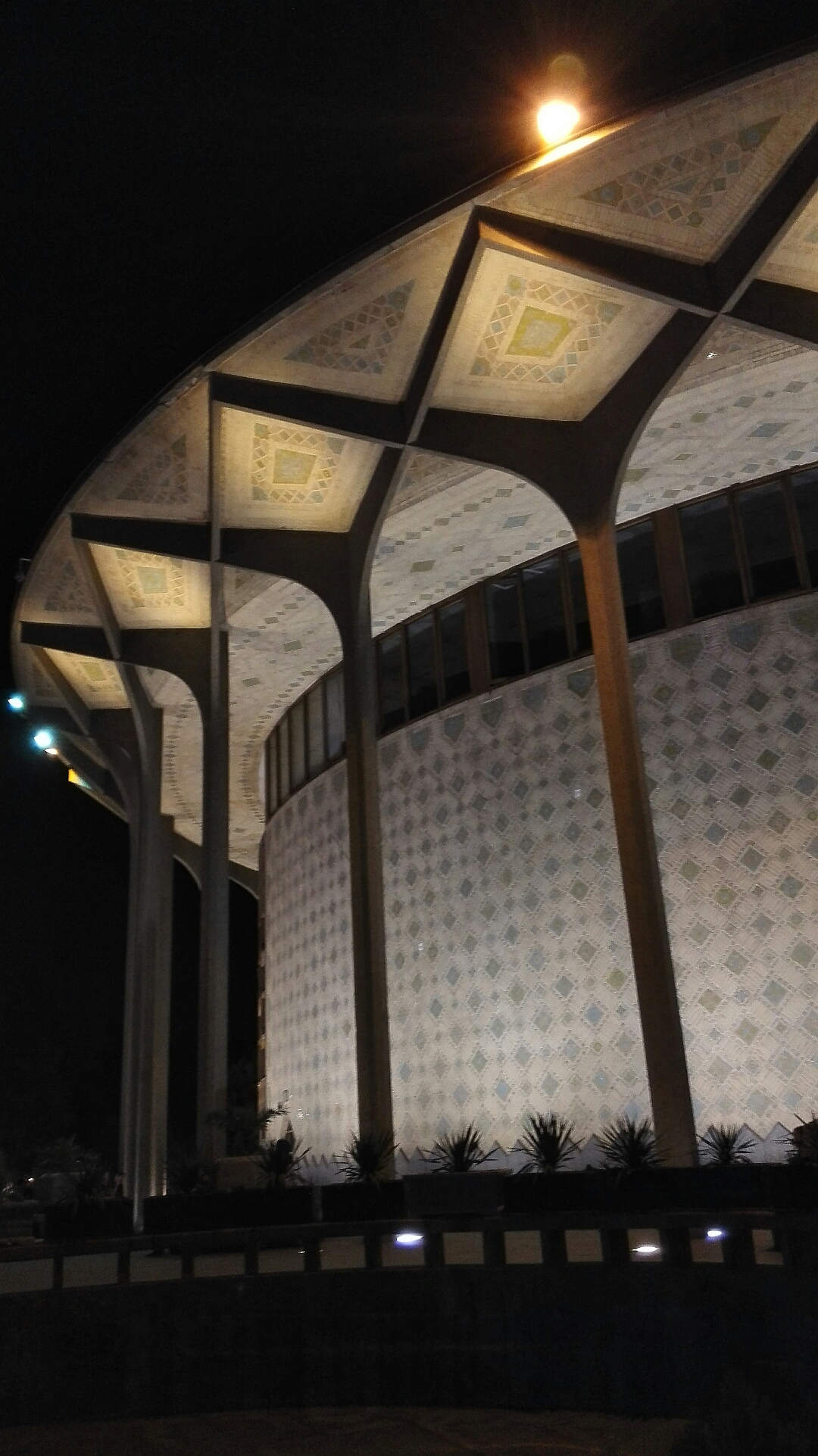
نمایی در شب
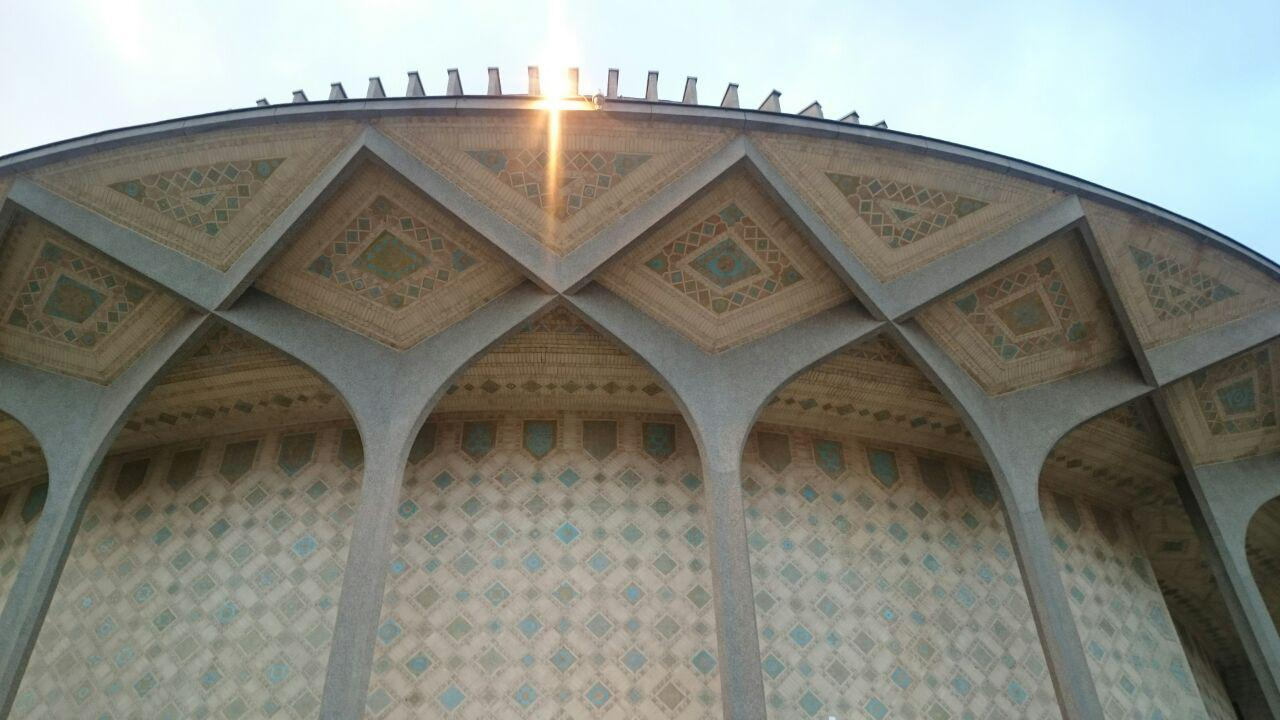
جزئیات معماری ساختمان
گزارش روزنامه‌ای در سال ۱۳۴۶ در مورد احداث تئاتر شهر تهران در پارک پهلوی
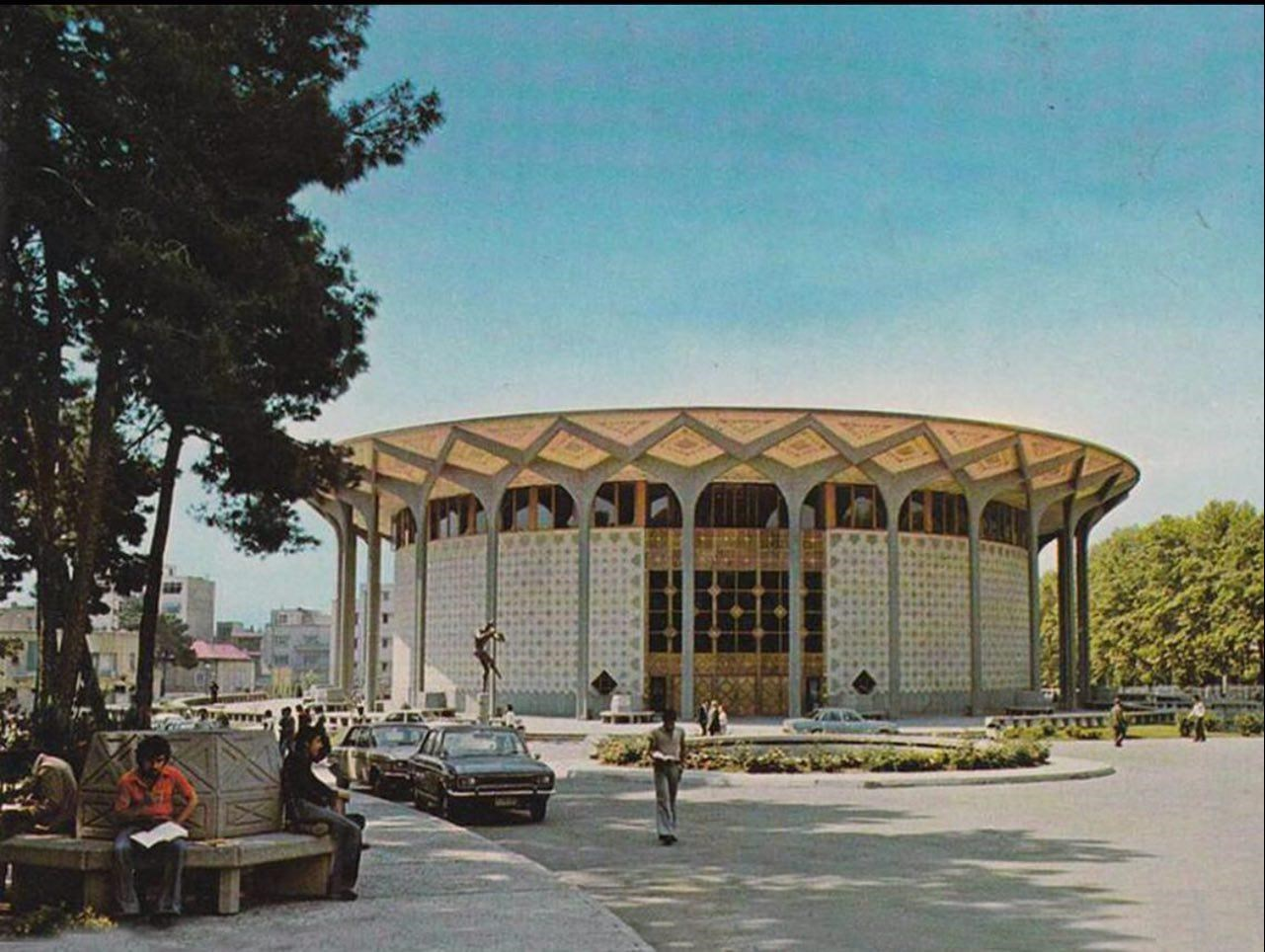
تئاتر شهر در سال ۱۳۵۲ هجری خورشیدی
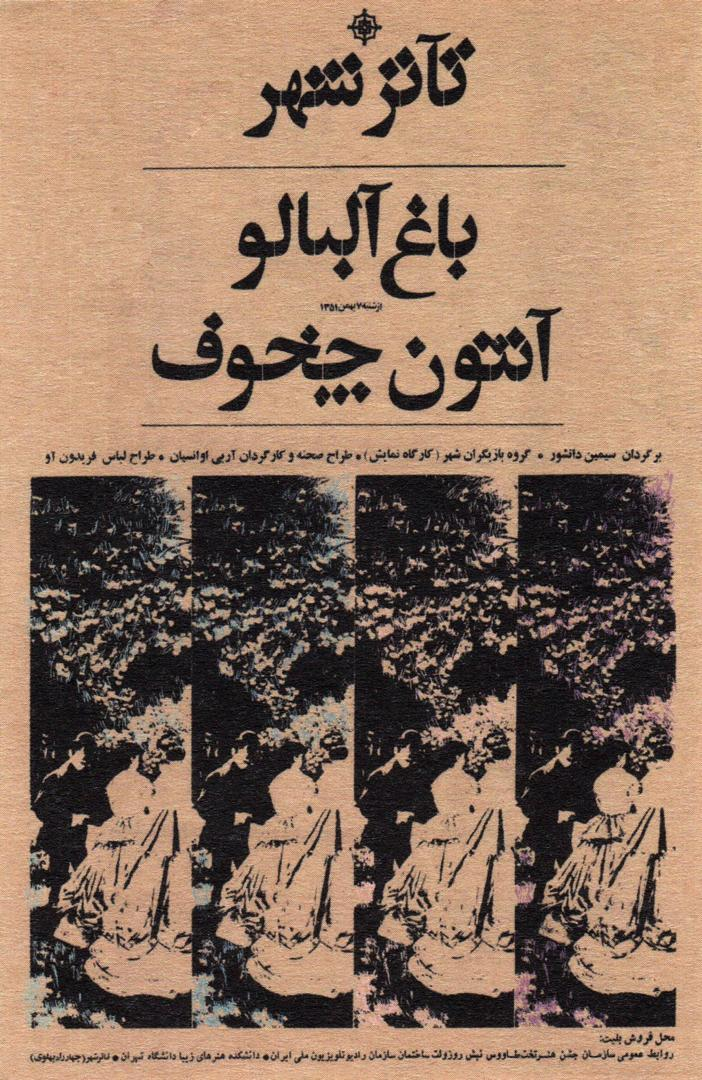
پوستر نمایش باغ آلبالو که تئاتر شهر با آن افتتاحیه گردید.
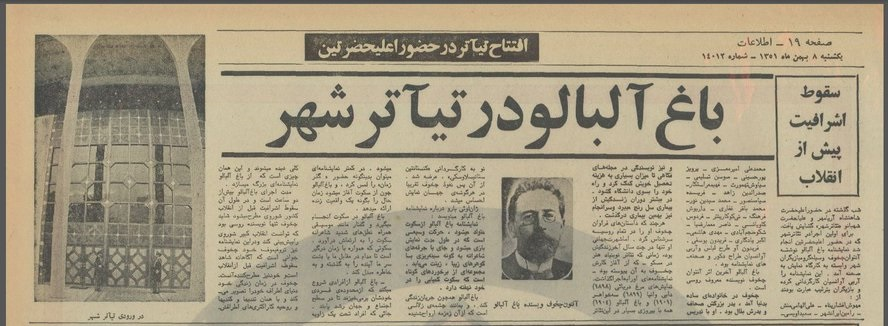
انتشار خبر تأسیس تئاتر شهر با نمایش باغ آلبالو در روزنامه اطلاعات هشتم بهمن ۱۳۵۱(فردای روز تأسیس)